# کی‌ام‌سی ایگل
کی‌ام‌سی ایگل یک سدان کامپکت و اولین خودروی بومی کرمان موتور است که تحت برند کی‌ام‌سی (KMC, Kerman Motor Company) در دو نسخه بنزینی و الکتریکی به بازار خودروی ایران معرفی شد.

## نام
این نام از طریق فراخوان مردمی در سایت شرکت کرمان موتور و توسط مردم انتخاب گردید و طبق اعلام فراخوان ، باید به برنده این اسم اولین خودرو تولید شده تعلق بگیرد .[۱]
نام این خودرو مانند سایپا کوییک کاملاً دوپهلو طراحی شده است. ایگل در فارسی، نام روستایی از توابع استان تهران است؛ و همچنین به واژهٔ انگلیسی Eagle، به معنای عقاب اشاره دارد.

## ویژگی‌های فنی
این خودرو بر سکوی PS1 (مورد استفاده در جک جی۴ و جک اس۳)، طبق استاندارد یورو ۵ توسعه یافته است و در دو نسخهٔ بنزینی و الکتریکی عرضه شد. سیستم تعلیق در جلو و عقب نیز به ترتیب از نوع مک فرسون و توییست بیم است.

### نسخه بنزینی
ایگل در نسخه بنزینی مشخصات فنیِ مشابه با جک J4 دارد. این خودرو به یک پیشرانه ۱٫۵ لیتری تنفس طبیعی با ۱۰۴ اسب بخار قدرت و ۱۳۷ نیوتن متر گشتاور مجهز است و جعبه دنده آن از نوع اتوماتیک CVT خواهد بود.

### نسخه الکتریکی
در نسخه الکتریکی از یک پیشران تمام الکتریکی استفاده شده است که قابلیت تولید ۱۲۰ کیلووات توان (۱۶۰ اسب بخار) و ۲۸۰ نیوتون متر گشتاور است. قطعات پیشران و باتری‌های این خودرو توسط گروه مکو، زیرمجموعه شرکت مپنا تأمین می‌شوند.

## امکانات و آپشن‌ها

### امکانات نسخه بنزینی
در فهرست تجهیزات این سدان ایرانی امکاناتی نظیر چراغ‌های جلو و عقب با فناوری LED، سنسور نور، دی‌لایت، آینه‌های جانبی برقی همراه با گرم‌کن و چراغ‌راهنما، تنظیم فرمان در دو جهت، کلیدهای کنترل سیستم صوتی روی غربیلک فرمان، کروز کنترل، روکش صندلی‌های چرمی، کامپیوتر سفری، سیستم پخش مجهز به پورت USB و بلوتوث با شش بلندگو، خروجی برق ۱۲ ولت، تریم داخلی دو رنگ، دو کیسه هوای جلو، سیستم ترمز ضد قفل ABS و EBD، سامانه کنترل پایداری، ایزوفیکس، حسگر فشار باد تایرها، سنسور پارک عقب و قفل شدن اتوماتیک درها دیده می‌شود.

### امکانات نسخه برقی
نسخه برقی کی‌ام‌سی ایگل نیز از امکاناتی مانند کروز کنترل، دو کیسه هوای جلو، سیستم‌های کنترل کشش و کنترل پایداری، کنترل سرعت در سرازیری، سیستم کنترل شروع حرکت در سربالایی، حسگر فشار باد تایرها، پدال هوشمند، نمایشگر اطلاعات باتری، ترمز پارک برقی، بلوتوث و رادیو و سیستم خودروهای متصل بهره‌مند است.